# Alhandra
Alhandra là một đô thị thuộc bang Paraíba, Brasil. Đô thị này có diện tích 182,656 km², dân số năm 2007 là 17868 người, mật độ 97,8 người/km².